# Нахимовский сельский округ
Нахи́мовский се́льский окру́г (каз. Нахимов ауылдық округі) — административная единица в составе Жаркаинского района Акмолинской области Республики Казахстан. Административный центр — село Нахимовка.

## География
Сельский округ расположен на востоке района, граничит:
- на востоке с селом Кумсуат,
- на юге с селом Бирсуат и с Жанадалинским и Валихановским сельскими округами,
- на западе с сёлами Львовское и Пригородное,
- на севере с сёлами Далабай и Тассуат.

Через территорию сельского округа протекает река Ишим — образуя северную границу округа.

## История
В 1989 году на территории нынешнего сельского округа административно существовали: Баранкольский сельсовет (сёла Баранколь, Бапалак) и Нахимовский сельсовет (сёла Нахимовка, Абалсай) в составе Жанадалинского района.
В 2001 году были ликвидированы сёла Бапалак и Обалсай.
В 2010 году в состав округа вошёл Баранкульский сельский округ.

## Население
| Численность населения | Численность населения | Численность населения |
| 1989                  | 1999                  | 2009                  |
| --------------------- | --------------------- | --------------------- |
| 1386                  | ↘795                  | ↘339                  |

## Состав
В состав сельского округа входят 2 населённых пункта.
| № | Населённый пункт | Тип населённого пункта       | Население, 1989 | Население, 1999 | Население, 2009 |
| - | ---------------- | ---------------------------- | --------------- | --------------- | --------------- |
| 1 | Бапалак          | село (бывшее)                | 44              | -               | -               |
| 2 | Баранкуль        | село                         | 1 253           | 631             | 231             |
| 3 | Нахимовка        | село, административный центр | 1 317           | 795             | 339             |
| 4 | Обалсай          | село (бывшее)                | 69              | -               | -               |